# The First Purge
The First Purge of The Purge: Island is een Amerikaanse actie-horror uit 2018, geregisseerd door Gerard McMurray en geproduceerd door Michael Bay. Het is de vierde film uit de filmreeks The Purge.
The Purge (vertaald De Zuivering) is een gebeurtenis door de Amerikaanse overheid vastgelegd, waarin 12 uur alle criminele activiteiten legaal zijn. Mensen moeten zichzelf verdedigen en proberen te overleven in The Purge. De film ging in première op 4 juli 2018.

## Verhaal
Een gestoorde drugsverslaafde genaamd Skeletor praat voor de camera over zijn duistere gedachten, inclusief zijn verlangen om zijn haat tegen andere mensen te 'zuiveren' en los te laten. Een onbekende stem aan de andere kant van de camera vertelt Skeletor dat hij binnenkort in staat zal zijn.
Ergens in de 21ste eeuw heeft de onrust de regering omvergeworpen en de nieuwe verkiezingen worden gewonnen door de New Founding Fathers of America (NFFA). NFFA-leden Arlo Sabian en Dr. May Updale kondigen een experiment aan dat plaatsvindt op Staten Island, waar burgers 12 uur lang toestemming hebben om hun remmingen op welke manier dan ook te zuiveren en vrij te geven. De NFFA biedt bewoners van het eiland $ 5000 om tijdens het experiment thuis te blijven en een vergoeding voor de deelnemers. Ze plaatsen de deelnemers ook met tracking-apparaten en contactlenzen met camera's erin, zodat ze alle activiteiten kunnen volgen. Bendeleider Dmitri vertelt zijn dealers dat ze niet actief zullen deelnemern en enkel hun eigen families beschermen, maar drugshandelaar Capital A wil mee moorden. Een andere jonge drugsdealer, Jesaja, krijgt ruzie met Skeletor en snijdt zijn nek door. Jesaja gaat naar zijn zus Nya, een anti-Purge activist en Dimitri's ex-vriendin, voor behandeling, en Nya confronteert Dmitri later met haar mening dat Dmitri Jesaja's drugsbaron is, wat hij ontkent.
Terwijl mensen Staten Island ontvluchten in de nacht van het experiment, vergezelt Nya haar vrienden Dolores, Luisa en Selina in een kerk om uit de Purge uit te wachten. Dmitri is achtergebleven en Capital A heeft Anna en Elsa, twee sekswerkers, naar zijn kantoor gestuurd. Skeletor begaat de allereerste moord tijdens de Purge en de video opgenomen door de NFFA gaat viraal. De NFFA merkt ook op dat er bijna geen moorden plaatsvinden en dat misdaden meestal gewoon plunderingen en vandalisme zijn, in tegenstelling tot de verwachte moorden. Jesaja, buiten het medeweten van zijn zus om, sluit zich aan bij de Purge om wraak te nemen op Skeletor. Hij confronteert hem uiteindelijk tijdens de zuivering maar kan hem niet neerschieten. Skeletor jaagt Jesaja door de straten, maar Jesaja slaagt erin zich te verstoppen en hij roept Nya om hulp. Anna en Elsa blijken Purgers te zijn die Dmitri proberen te vermoorden, maar Dmitri overmeestert en ontdekt dat Capital A hen had gestuurd in een poging om de zaken van Dmitri over te nemen. Skeletor vangt Nya in de straten en probeert haar te verkrachten, maar Jesaja steekt hem in de rug en ze ontsnappen.
Nya en Jesaja keren terug naar de kerk om daar door bloed doordrenkte Purgers de kerk te zien verlaten. Ze ontdekken dat Luisa en Selina het hebben overleefd, maar het lot van Dolores is onbekend. Ze keren allemaal terug naar Nya's appartement waar Dolores ook veilig is aangekomen. Op het hoofdkantoor van NFFA begint Updale achterdocht te worden vanwege de plotselinge verandering van de Purge in de begane misdaden en de aanwezigheid van gemaskerde deelnemers. Ze herziet de videobeelden van de Purge en tracks waar de busjes van de gemaskerde moordenaars vandaan kwamen. Ze ontdekt dat deze mensen getrainde huursoldaten zijn die meerdere burgers vermoorden, waaronder degenen die eerder in de kerk waren. Sabian legt uit dat hij de huursoldaten stuurde om het experiment succesvol te laten lijken en uiteindelijk om de rijken en de armen "in evenwicht te brengen". Updale protesteert tegen dit knoeien met het experiment en informeert Sabian haar besef dat NFFA alleen de armen wil uitroeien omdat ze niet voor hen willen zorgen. Ze wordt uiteindelijk in opdracht van Sabian ergens heen genomen en omgebracht. 

## Rolverdeling
| Acteur          | Personage      |
| --------------- | -------------- |
| Y'lan Noel      | Dmitri         |
| Lex Scott Davis | Nya            |
| Joivan Wade     | Isaiah         |
| Mugga           | Dolores        |
| Patch Darragh   | Arlo Sabian    |
| Marisa Tomei    | Dr. May Updale |
| Lauren Vélez    | Luisa          |
| Kristen Solis   | Selina         |
| Steve Harris    | Freddy         |
| Melonie Diaz    | Juani          |

## Achtergrond

### Opzet van de filmreeks The Purge
Tijdens The Purge mag gedurende 12 uur alles gebeuren op het vlak van criminaliteit, ontvoering, moord en overvallen. In de filmreeks draait het vooral om één familie. In The Purge: Anarchy worden mensen die niks te maken hebben met The Purge gegijzeld en moeten uiteindelijk buiten zien te overleven.  In de derde film The Purge: Election Year probeert deze het project te stoppen.

### Kijkwijzer
De leeftijdclassificatie geeft aan dat The First Purge een film is voor kijkers van 16 jaar of ouder. In de film komt geweld en grof taalgebruik voor. De genres waaronder de film kan worden geschaard zijn: fantasiefilm, horrorfilm, onzekerheidsfilm, thrillerfilm, misdaadfilm, actiefilm, avonturenfilm, sciencefictionfilm. De hoofdgenres zijn horror, actie en thriller.